# TENEO
TENEO va ser una societat estatal del Govern d'Espanya que va mantenir la seva activitat entre 1992 i 1996.

## Història
L'origen de la societat es troba en la llei 31/1991, de 31 de desembre, de Pressupostos Generals de l'Estat per 1992, l'article del qual 107 preveia la creació d'una societat anònima de titularitat pública, però a la qual l'Institut Nacional d'Indústria (INI) havia de transferir les accions d'aquelles empreses públiques susceptibles de ser gestionades amb criteris empresarials homogenis i que es regiria amb estricta subjecció a l'ordenament jurídic privat.
El 19 de juny de 1992, el Consell de Ministres va autoritzar la creació de la societat, que aprovada pel Consell d'Administració del INI el 10 de juliol, constituint-se formalment el 14 de juliol.
La justificació de la seva existència es rastreja en l'Acta Única Europea que prohibia les subvencions a empreses públiques, en honor de la lliure competència, excepte determinats sectors especialment sensibles. Es pretenia per tant consolidar un grup d'empreses solvent, amb autosuficiència financera, rendible i competitiu, també en l'àmbit internacional, i oberta a l'adquisició de les seves accions per particulars.
Després de les eleccions generals de 1996, el nou Govern del Partit Popular, en la seva reunió de 28 de juny de 1996 va acordar la dissolució del Grup TENEO, cedint-se el balanç a l'accionista únic, la Societat Estatal de Participacions Industrials (SEPI), que havia succeït al INI un any abans.

## Presidents
- Francisco Javier Salas Collantes (1992-1996)
- Pedro Ferreras Díez (1996)

## Empreses participades (més del 50%)
- ALMAGRERA
- AUXINI
- AVIACO
- COFIVACASA
- TRASATLÁNTICA
- ADARO
- ARTESPAÑA
- ENDESA
- INITEC
- ENUSA
- ENDIASA
- ENSA
- FÁBRICA SAN CARLOS
- IBERIA
- INFOLEASING
- SODIAN
- SODIAR
- SODICAN
- SODICAL
- TGI
- AUTOMOCIÓN 2000
- BWE
- CASA
- ENCE
- ELCANO
- INISEL
- INESPAL
- INFOINVEST
- POTASAS DEL LLOBREGAT
- SODICAMAN
- SODIEX
- SODIGA
- SURIA K